# Sân bay quốc tế Miami

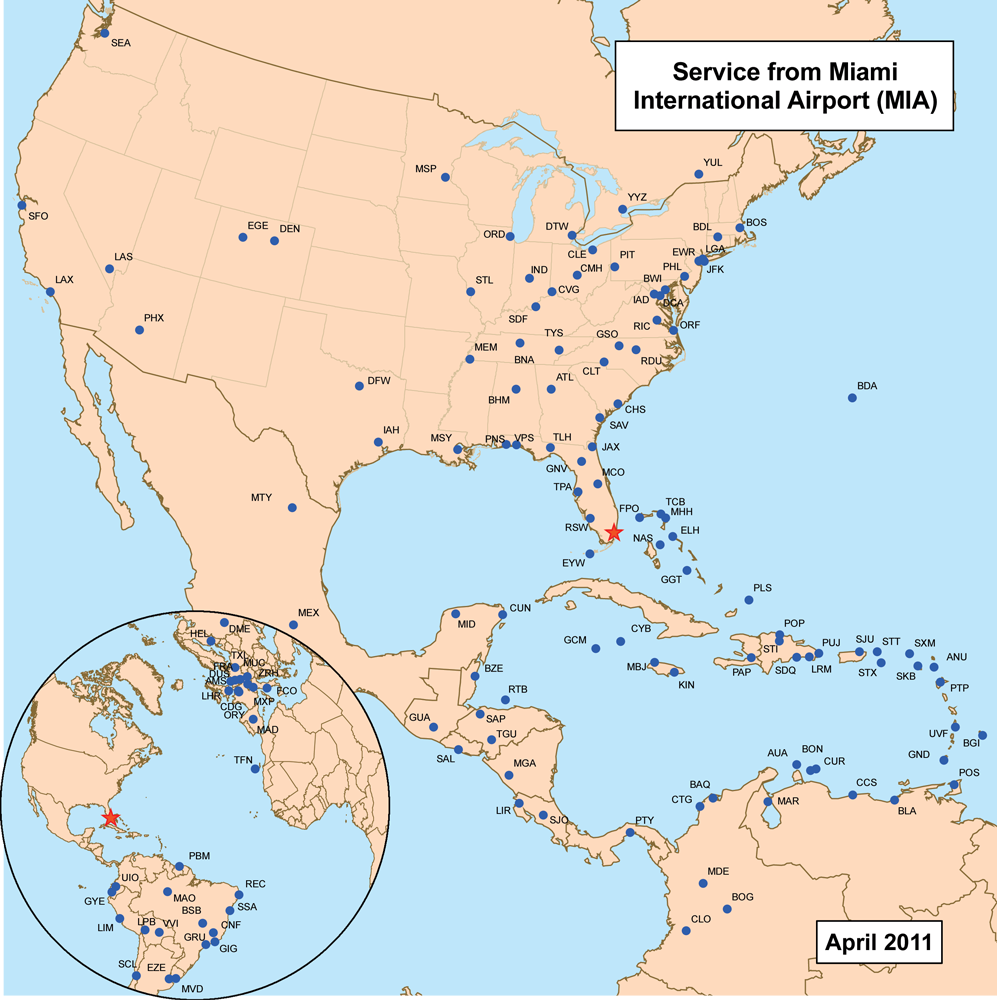
Destinations with direct service from Miami

Sân bay quốc tế Miami (tên tiếng Anh: Miami International Airport (IATA: MIA, ICAO: KMIA, LID FAA: MIA)) là một sân bay công lập cách quận kinh doanh trung tâm Miami, trong Hạt Miami-Dade không hợp nhất, tiểu bang Florida, Hoa Kỳ. Sân bay nằm giữa các thành phố Miami, Hialeah, Doral, và Miami Springs, làng Virginia Gardens, và cộng đồng không hợp nhất Fountainbleau.
Sân bay này là một sân bay trung tâm của các hãng hàng không vận chuyển hành khách như: American Airlines, American Eagle, và Executive Air; các hãng hàng không vận chuyển hàng hoá Arrow Air, Fine Air, UPS và Federal Express; và hãng hàng không thuê bao Miami Air. Sân bay quốc tế Miami có các chuyến bay đến các thành phố khắp châu Mỹ và châu Âu và là sân bay chính của Nam Florida phục vụ cho các chuyến bay đường dài dùn phần lứon các hãng hàng không giá rẻ và quốc nội sử dụng Sân bay quốc tế Fort Lauderdale-Hollywood và Sân bay quốc tế Palm Beach thu mức phí thấp hơn đối với các hãng hàng không sử dụng các sân bay sân bay này.
Miami là cửa ngõ hàng đầu giữa Hoa Kỳ và Mỹ Lantin và cùng với Sân bay quốc tế Hartsfield-Jackson Atlanta ở Atlanta, Miami là một trong những cửa ngõ hàng không lớn nhất đi Nam Mỹ do lợi thế về du lịch, kinh tế địa phương và ở đây có đông dân Mỹ Latin sinh sống. Trước đây, sân bay này là trung tâm của các hãng Eastern Air Lines, Air Florida, hãng ban đầu National Airlines, hãng ban đầu Pan Am, và Iberia. Là một sân bay cửa ngõ quốc tế, sân bay này xếp thứ ba Hoa Kỳ, sau New York-JFK ở New York City và LAX ở Los Angeles. Lưu trữ ngày 5 tháng 6 năm 2007 tại Wayback Machine
Năm 2007, sân bay này đã phục vụ 33.740.416 khách, xếp hạng thứ 29 các sân bay phục vụ đông khách nhất trên thế giới.

## Các hãng hàng không, tuyến bay và điểm đến

### Hành khách
Ghi chú: Tất cả các chuyến bay với Cuba là bay thuê chuyến thuê chuyến thường xuyên theo giấy phép đặc biệt.

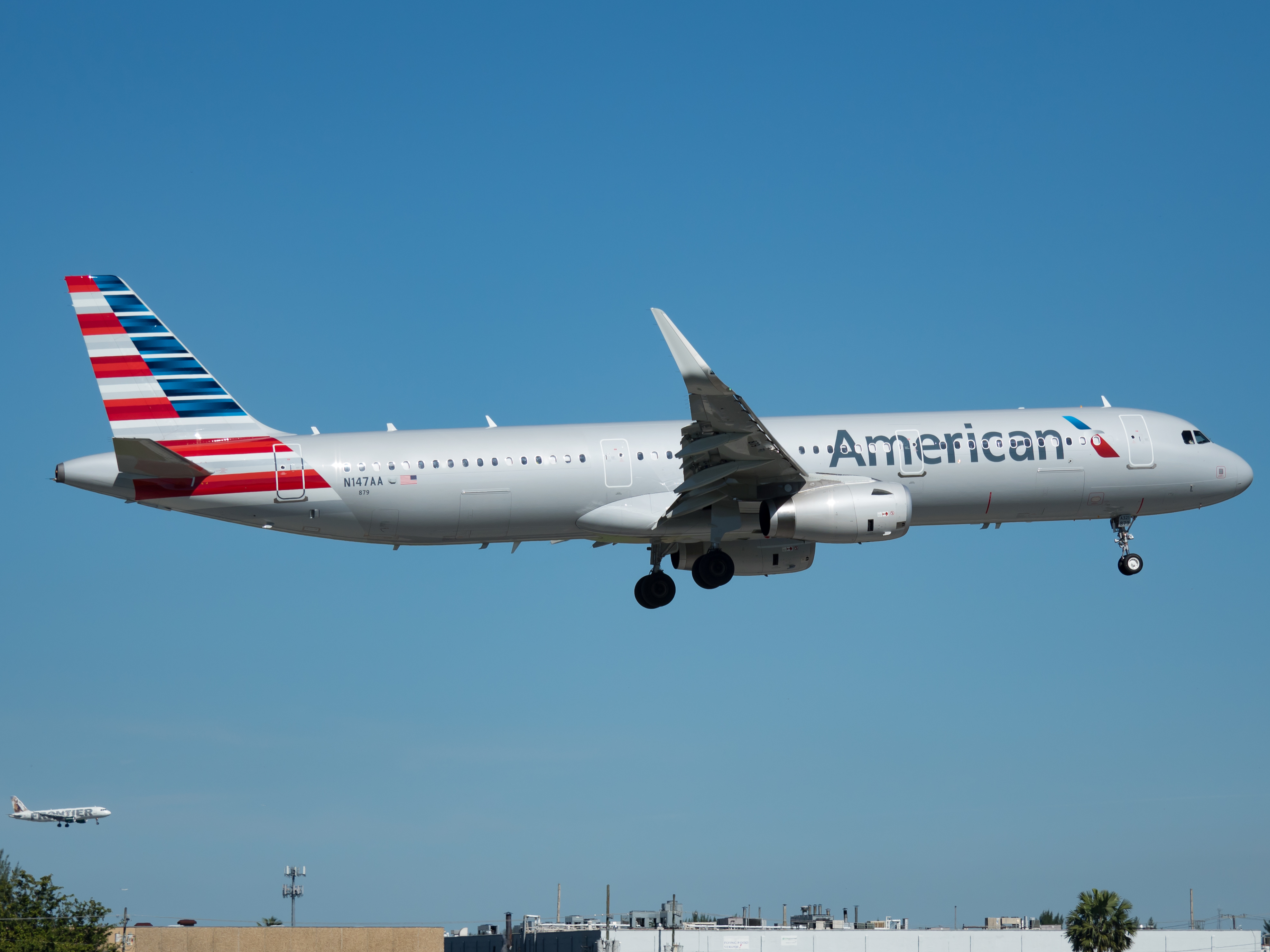
Một chiếc máy bay American Airlines Airbus A321 hạn cánh tại MIA.

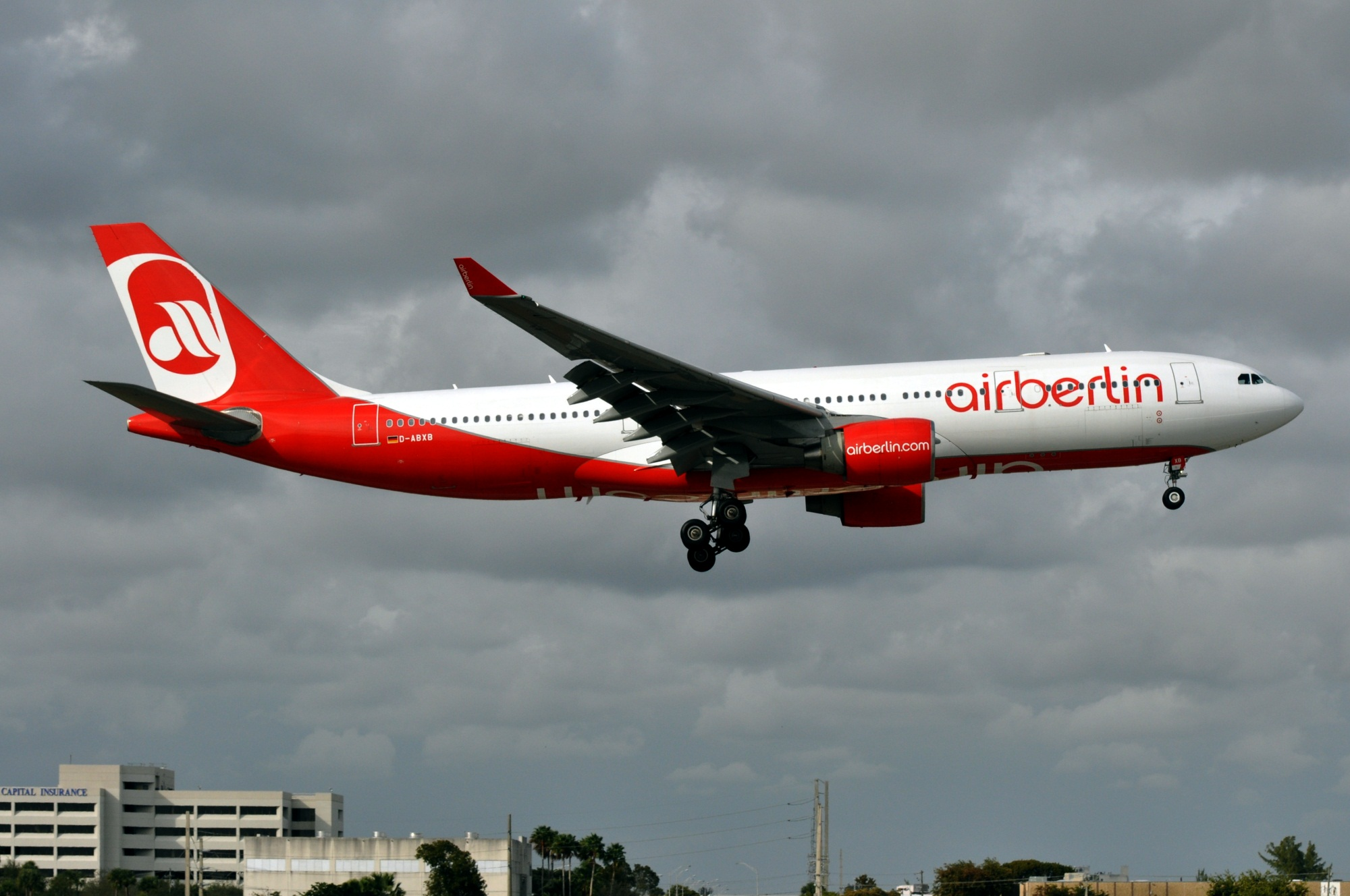
Một chiếc máy bay Air Berlin Airbus A330-200 hạ cánh tại Sân bay quốc tế Miami.

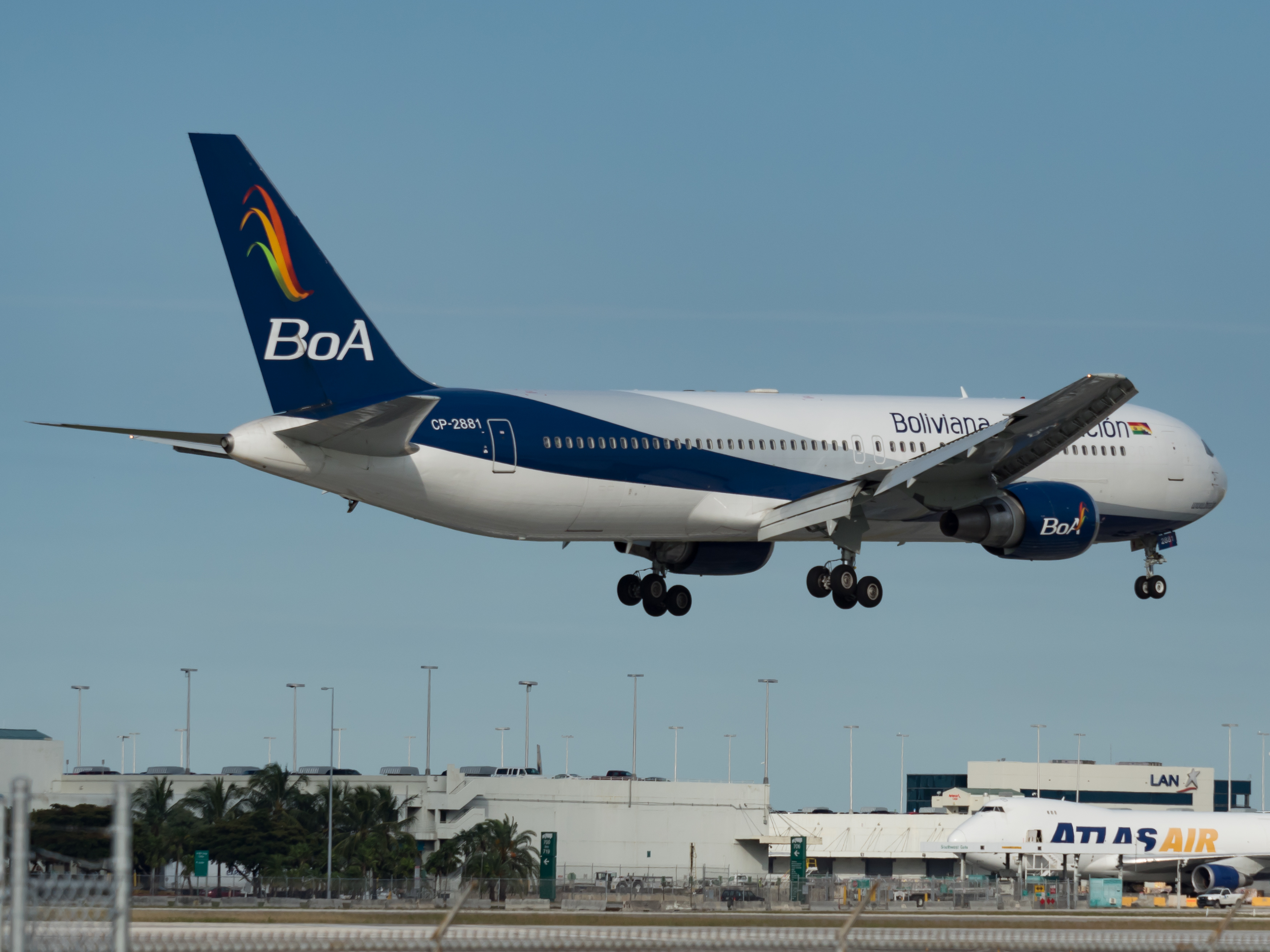
A Boliviana de Aviación Boeing 767-300ER hạ cánh tại Sân bay quốc tế Miami.

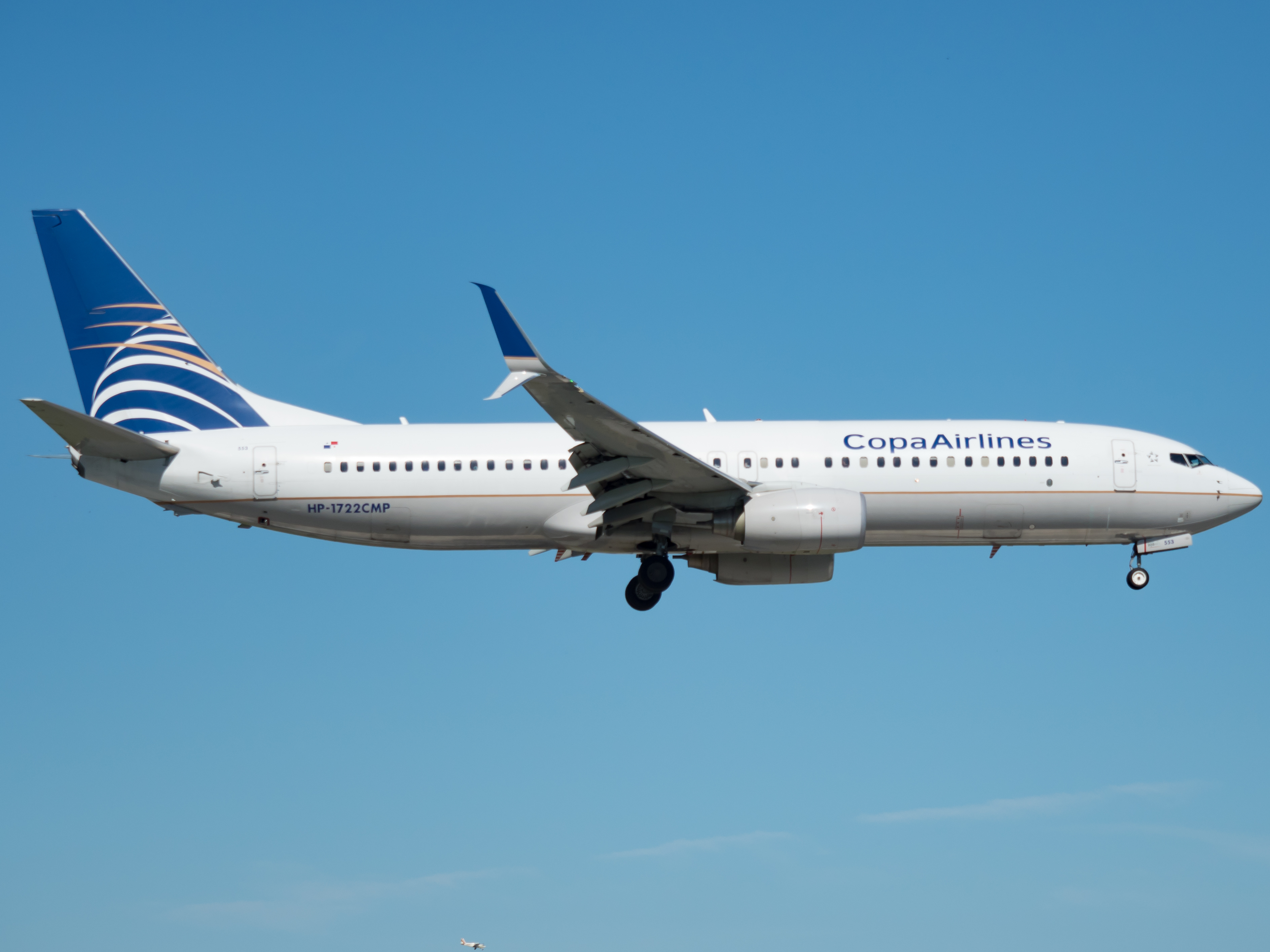
Một chiếc Copa Airlines Boeing 737-800 hạ cánh tại Sân bay quốc tế Miami.

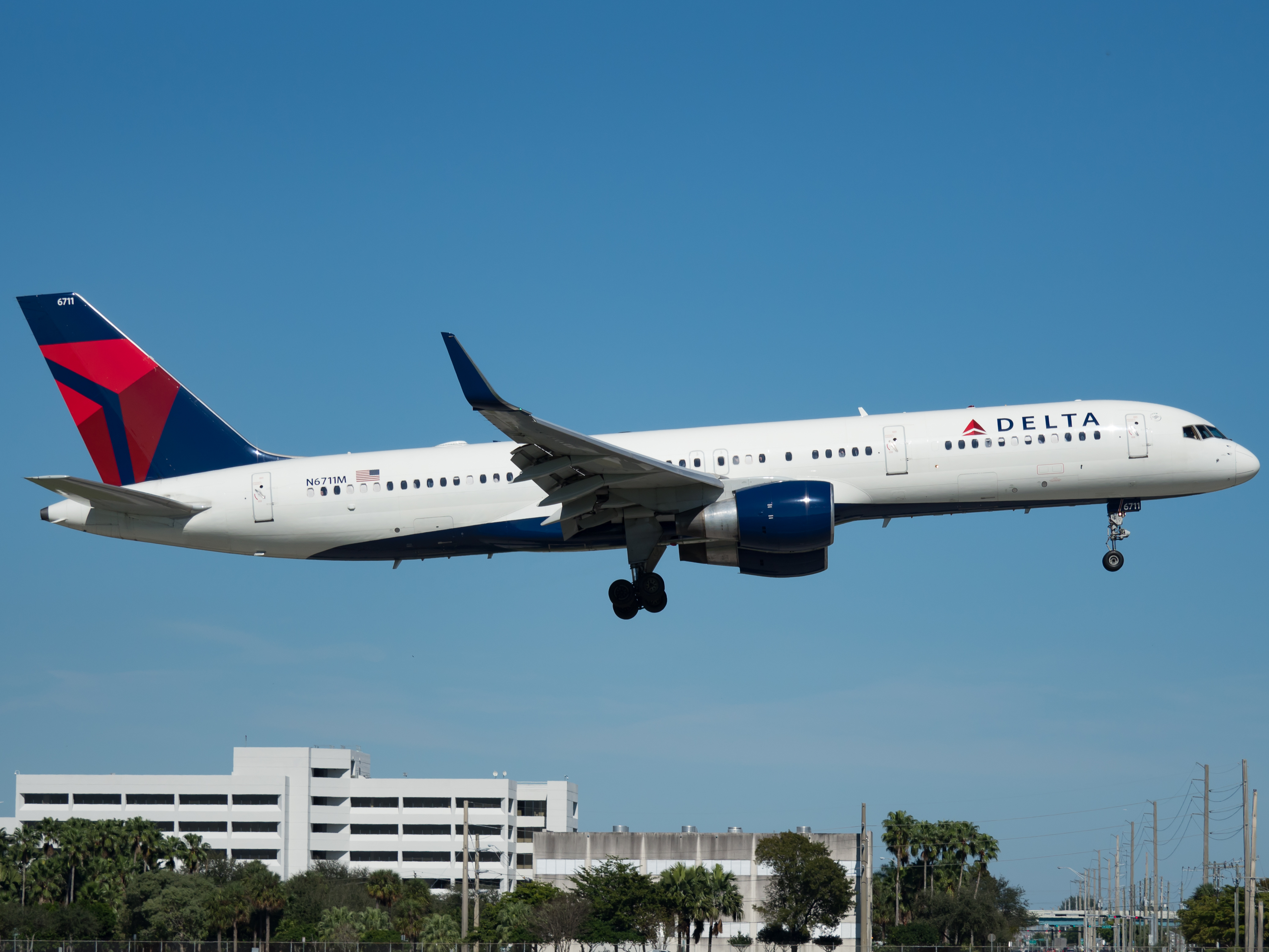
Một chiếc Delta Air Lines Boeing 757-200 hạ cánh tại Sân bay quốc tế Miami.

Một chiếc máy bay Finnair Airbus A340-300 hạ cánh tại Sân bay quốc tế

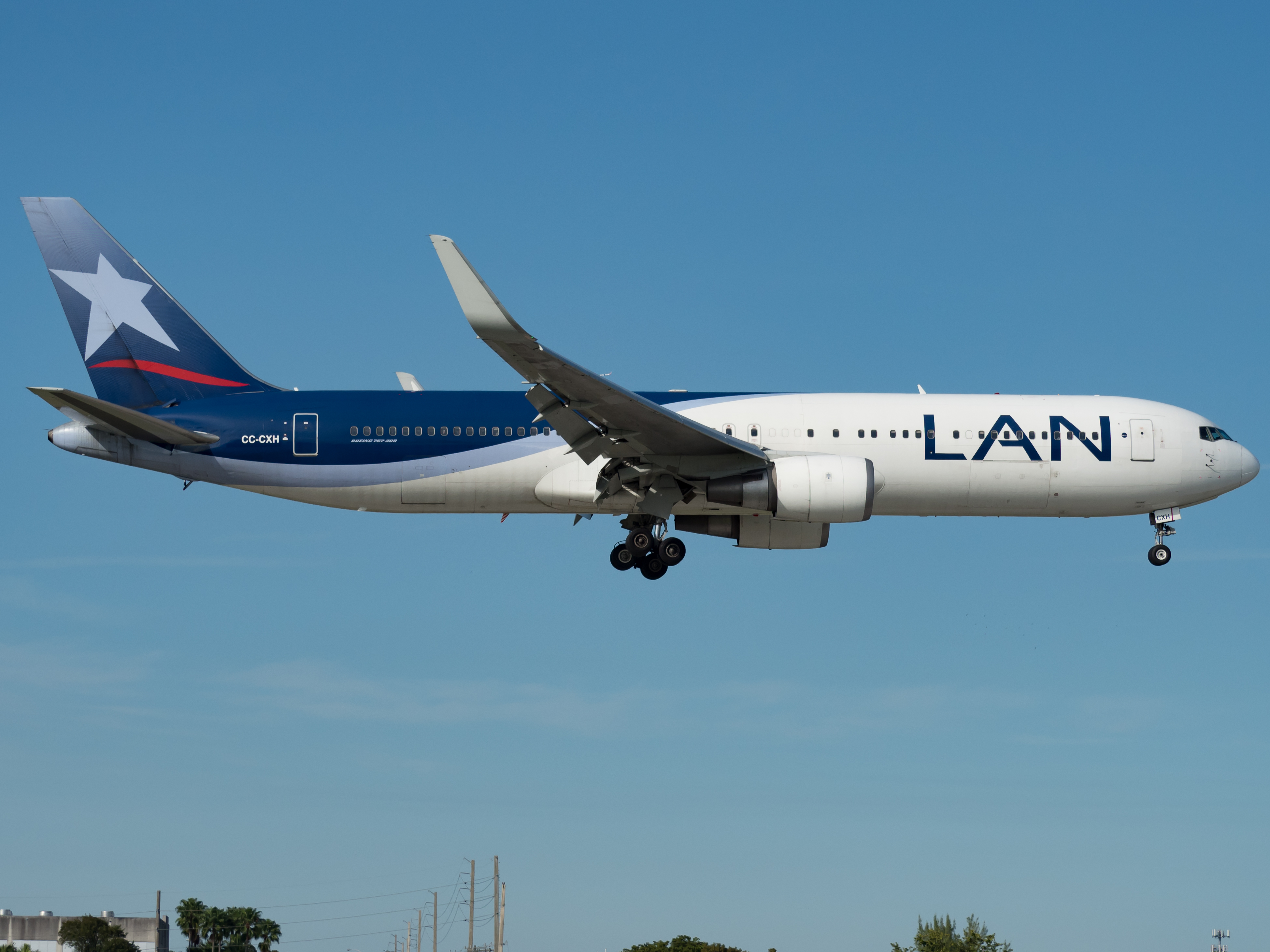
Một chiếc máy bay LAN Airlines Boeing 767-300ER hạ cánh tại Sân bay quốc tế Miami.

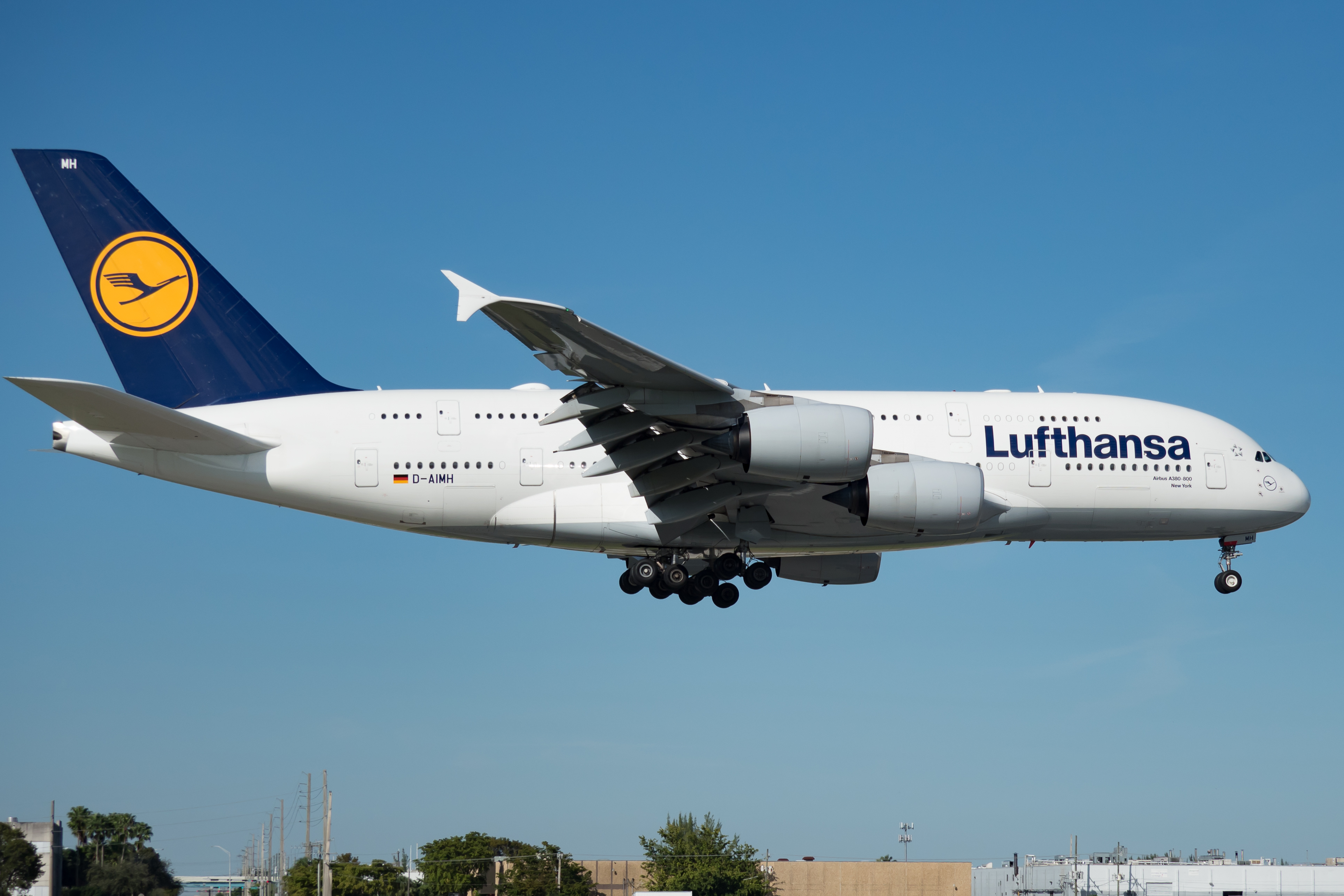
Một chiếc máy bay Airbus A380 của hãng Lufthansa hạ cánh tại Sân bay quốc tế Miami.

| Hãng hàng không                               | Các điểm đến | Nhà ga/Hành lang   |
| --------------------------------------------- | --- | ------------------ |
| Aeroflot                                      | Moscow–Sheremetyevo | Central-F          |
| Aerolíneas Argentinas                         | Buenos Aires–Ezeiza | South-J            |
| Aeroméxico                                    | Cancún, Thành phố México | South-H            |
| Aeroméxico Connect                            | Mérida, Thành phố México | South-H            |
| Air Canada Rouge                              | Montréal–Trudeau, Toronto–Pearson | South-J            |
| Air Europa                                    | Madrid | South-F            |
| Air France                                    | Paris–Charles de Gaulle, Pointe-à-Pitre, Port-au-Prince | South-H/J          |
| Alitalia                                      | Rome–Fiumicino | South-H            |
| American Airlines                             | Antigua, Aruba, Atlanta, Austin, Baltimore, Barbados, Barcelona, Barranquilla, Belize City, Belo Horizonte–Confins, Bermuda, Bogotá, Boston, Brasília, Buenos Aires–Ezeiza, Cali, Camagüey (bắt đầu từ ngày 9 tháng 9 năm 2016), Cancún, Cap-Haïtien, Caracas, Charlotte, Chicago–O'Hare, Cienfuegos (bắt đầu từ ngày 7 tháng 9 năm 2016), Cozumel, Curaçao, Dallas/Fort Worth, Denver, Detroit, Grand Cayman, Guatemala City, Guayaquil, Hartford, Holguín (bắt đầu từ ngày 7 tháng 9 năm 2016), Houston–Intercontinental, Kansas City, Kingston–Norman Manley, La Paz, Las Vegas, Liberia (CR), Lima, London–Heathrow, Los Angeles, Madrid, Managua, Manaus, Maracaibo, Medellín–Córdova, Thành phố México, Milan–Malpensa, Minneapolis/St. Paul, Montego Bay, Montevideo, Montréal–Trudeau, New Orleans, New York–JFK, New York–LaGuardia, Newark, Orlando–MCO, Panama City–Tocumen, Paris–Charles de Gaulle, Philadelphia, Phoenix–Sky Harbor, Pointe-à-Pitre, Port-au-Prince, Port of Spain, Providenciales, Puerto Plata, Punta Cana, Quito, Raleigh/Durham, Rio de Janeiro–Galeão, Roatán, Santa Clara (bắt đầu từ ngày 9 tháng 9 năm 2016), St. Croix, St. Kitts, St. Louis, St. Lucia, St. Maarten, St. Thomas, Salt Lake City, San Antonio, San Diego, San Francisco, San José de Costa Rica, San Juan, San Pedro Sula, San Salvador, Santa Cruz de la Sierra–Viru Viru, Santiago de Chile, Santiago de los Caballeros, Santo Domingo–Las Américas, São Paulo–Guarulhos, Seattle/Tacoma, Tampa, Tegucigalpa, Toronto–Pearson, Tulsa, Varadero (bắt đầu từ ngày ngày 11 tháng 9 năm 2016), Washington–Dulles, Washington–National Theo mùa: Eagle/Vail, Nassau, Nashville Thuê chuyến: Camagüey, Havana, Santa Clara, Santiago de Cuba | North-D, Central-E |
| American Eagle                                | Atlanta, Belize City (bắt đầu từ ngày ngày 24 tháng 8 năm 2016), Birmingham (AL), Charleston (SC), Cincinnati, Cleveland, Columbus (OH), Cozumel, Fort-de-France, Freeport, Gainesville, George Town, Greensboro, Indianapolis, Jacksonville, Key West, La Romana, Liberia (CR), Louisville, Marsh Harbour, Memphis, Monterrey, Nashville, Nassau, New Orleans, Norfolk, North Eleuthera, Panama City–Tocumen, Pensacola, Pittsburgh, Pointe-à-Pitre, Richmond, Roatán, San Salvador, Tallahassee Theo mùa: Providenciales Thuê chuyến: Cienfuegos, Havana, Holguín | North-D            |
| Aruba Airlines                                | Aruba | Central-G          |
| Austrian Airlines                             | Vienna | South-J            |
| Avianca                                       | Barranquilla, Bogotá, Cali, Cartagena de Indias, Medellín–Córdova | South-J            |
| Avianca El Salvador                           | Guatemala City, Managua, San Pedro Sula, San Salvador | South-J            |
| Avianca Peru                                  | Lima | South-J            |
| Avior Airlines                                | Barcelona (Venezuela) | Central-F          |
| Bahamasair                                    | Nassau | Central-G          |
| Boliviana de Aviacion                         | La Paz, Santa Cruz de la Sierra–Viru Viru | Central-F          |
| British Airways                               | London–Heathrow | Central-E          |
| Canadian North                                | Theo mùa Thuê chuyến: Halifax, Hamilton (ON), London (ON), Moncton, Ottawa, Québec City, Winnipeg | Central-F          |
| Caribbean Airlines                            | Georgetown–Cheddi Jagan, Port of Spain | South-J            |
| Cayman Airways                                | Cayman Brac, Grand Cayman | Central-F          |
| Choice Aire Vận hành bởi Swift Air            | Thuê chuyến: Havana | Central-G          |
| Choice Airways Vận hành bởi Swift Air         | Thuê chuyến: Atlantic City, Nashville Theo mùa Thuê chuyến: Havana, Punta Cana, Santa Clara | Central-G          |
| Copa Airlines                                 | Panama City–Tocumen | South-J            |
| Delta Air Lines                               | Atlanta, Detroit, Los Angeles, Minneapolis–St. Paul, New York–JFK, New York–LaGuardia, Orlando–MCO Theo mùa: Salt Lake City (bắt đầu từ ngày ngày 17 tháng 12 năm 2016) | South-H            |
| Delta Connection                              | Theo mùa: Columbus (OH), Indianapolis, Raleigh/Durham, New York–JFK, New York–LaGuardia | South-H            |
| Eastern Air Lines                             | Thuê chuyến: Havana, Holguín, Santa Clara | Central-F          |
| Eurowings vận hành bởi SunExpress Deutschland | Cologne/Bonn (bắt đầu từ ngày ngày 1 tháng 9 năm 2016) | Central-F          |
| First Air                                     | Theo mùa Thuê chuyến: Ottawa | Central-F          |
| Finnair                                       | Helsinki | Central-E          |
| Frontier Airlines                             | Atlanta, Chicago–O'Hare, Denver, Las Vegas, New York–LaGuardia, Philadelphia | Central-G          |
| Iberia                                        | Madrid | Central-E          |
| Insel Air                                     | Curaçao, Port-au-Prince | Central-F          |
| Interjet                                      | Cancún, Thành phố México | Central-F          |
| Jetairfly                                     | Brussels | Central-F          |
| KLM                                           | Theo mùa: Amsterdam (resumes ngày 30 tháng 10 năm 2016) | TBA                |
| LATAM Argentina                               | Buenos Aires–Ezeiza, Punta Cana | South-J            |
| LATAM Brasil                                  | Belém, Brasília (ngưng từ ngày ngày 1 tháng 9 năm 2016), Fortaleza, Rio de Janeiro–Galeão, São Paulo–Guarulhos | South-J            |
| LATAM Chile                                   | Caracas, Punta Cana, Santiago de Chile | South-J            |
| LATAM Colombia                                | Bogotá | South-J            |
| LATAM Ecuador                                 | Quito | South-J            |
| LATAM Perú                                    | Lima | South-J            |
| LOT Polish Airlines                           | Theo mùa Thuê chuyến: Warsaw–Chopin (bắt đầu từ ngày ngày 7 tháng 11 năm 2016) | South-J            |
| Lufthansa                                     | Frankfurt Theo mùa: Munich | South-J            |
| Miami Air International                       | Thuê chuyếns International/Domestic | Central-G          |
| Qatar Airways                                 | Doha | Central-E          |
| SBA Airlines                                  | Caracas | Central-F          |
| Scandinavian Airlines                         | Copenhagen (bắt đầu từ ngày ngày 29 tháng 9 năm 2016), Oslo–Gardermoen (bắt đầu từ ngày ngày 28 tháng 9 năm 2016) | South-J            |
| Sun Country Airlines                          | Theo mùa: Minneapolis–St. Paul Thuê chuyến: Havana | Central-F          |
| Surinam Airways                               | Aruba, Georgetown–Cheddi Jagan, Paramaribo | Central-F          |
| Swiss International Air Lines                 | Zürich | South-J            |
| TAP Portugal                                  | Lisbon | Central-F          |
| Thomas Cook Airlines                          | Theo mùa: Manchester (UK) | Central-F          |
| Tiara Air                                     | Aruba | Central-F          |
| TUI Airlines Netherlands                      | Amsterdam | Central-F          |
| Turkish Airlines                              | Istanbul-Atatürk | South-H            |
| United Airlines                               | Houston–Intercontinental, Newark Theo mùa: Chicago–O'Hare, Denver Thuê chuyến: Havana | Central-G          |
| United Express                                | Chicago–O'Hare, Houston–Intercontinental Theo mùa: Newark | Central-G          |
| Vacation Express vận hành bởi Swift Air       | Theo mùa Thuê chuyến: Punta Cana | Central-G          |
| Virgin Atlantic                               | London–Heathrow | Central-F          |
| VivaColombia                                  | Bogotá, Medellín–Córdova | South-J            |
| WestJet                                       | Theo mùa: Toronto–Pearson | Central-F          |
| World Atlantic Airlines                       | Thuê chuyếns Domestic/International | Central-G          |
| XL Airways France                             | Theo mùa: Paris–Charles de Gaulle | Central-F          |
| Xtra Airways                                  | Thuê chuyếns Domestic/International | Central-G          |

### Hàng hóa
| Hãng hàng không                            | Các điểm đến |
| ------------------------------------------ | --- |
| ABSA Cargo Airline                         | Asunción, Belo Horizonte–Confins, Cabo Frio, Campinas–Viracopos, Curitiba–Afonso Pena, Guatemala City, Guayaquil, Manaus, Panama City–Tocumen, Porto Alegre, Quito, Rio de Janeiro–Galeão, Salvador da Bahia, San José de Costa Rica, São Paulo–Guarulhos, Vitória |
| Amerijet International                     | Antigua, Aruba, Barbados, Barcelona (Venezuela), Belize City, Cancún, Curaçao, Dominica–Douglas/Charles, Fort-de-France, Georgetown–Cheddi Jagan, Grenada, Kingston, Las Piedras, Managua, Maracaibo, Thành phố México, Mérida, Panama City–Tocumen, Paramaribo, Pointe-à-Pitre, Porlamar, Port-au-Prince, Port of Spain, San Juan, San Pedro Sula, San Salvador, Santiago de los Caballeros, Santo Domingo–Las Américas, St. Kitts, St. Lucia–Hewanorra, St. Maarten, St. Vincent |
| Asiana Cargo                               | New York–JFK, Seoul–Incheon |
| Avianca Cargo                              | Asunción, Barranquilla, Bogotá, Cali, Campinas–Viracopos, Curitiba–Afonso Pena, Guatemala City, Guayaquil, Lima, Manaus, Medellín–Córdova, Montevideo, Panama City–Tocumen, Quito, San José de Costa Rica |
| Cargolux                                   | Los Angeles, Luxembourg City |
| Cathay Pacific Cargo                       | Anchorage, Hong Kong, Houston–Intercontinental |
| Centurion Air Cargo                        | Amsterdam, Bogotá, Buenos Aires–Ezeiza, Campinas–Viracopos, Caracas, Ciudad del Este, Houston–Intercontinental, Latacunga, Lima, Los Angeles, Manaus, Medellín–Córdova, Thành phố México, Montevideo, Panama City–Tocumen, Rio de Janeiro–Galeão, Santiago de Chile |
| China Airlines Cargo                       | Anchorage, New York–JFK, Houston–Intercontinental, San Francisco, Seattle/Tacoma, Taipei–Taoyuan |
| DHL Aviation vận hành bởi ABX Air          | Atlanta, Barbados, Caracas, Cincinnati, Lima, Nashville, Orlando–International, Panama City–Tocumen, Paramaribo, Port-au-Prince, Port of Spain, San José de Costa Rica, San Juan, Santo Domingo–Las Américas |
| DHL Aviation vận hành bởi Atlas Air        | Los Angeles |
| DHL Aviation vận hành bởi DHL Aero Expreso | Bogotá, Panama City–Tocumen, San José de Costa Rica, San Pedro Sula |
| DHL Aviation vận hành bởi Polar Air Cargo  | Cincinnati |
| Etihad Cargo                               | Abu Dhabi, Amsterdam, Anchorage, Campinas–Viracopos, Chicago–O'Hare, Hong Kong, Lima, Quito |
| FedEx Express                              | Atlanta, Indianapolis, Memphis, Newark |
| Florida West International Airways         | Guatemala City, Guayaquil, Manaus, Quito, San José de Costa Rica, Santa Cruz de la Sierra–Viru Viru |
| IBC Airways                                | Cap-Haïtien, Fort Lauderdale, Freeport, Grand Cayman, Havana, Marsh Harbour, Nassau, Kingston, Montego Bay, Port-au-Prince, Providenciales, Santiago de los Caballeros |
| KF Cargo                                   | Caracas, Lima, Bogotá, Valencia |
| Korean Air Cargo                           | Campinas–Viracopos, Lima, Los Angeles, Seoul–Incheon |
| LAN Cargo                                  | Amsterdam, Asunción, Buenos Aires–Ezeiza, Campinas–Viracopos, Guatemala City, Lima, Medellín–Córdova, Montevideo, Quito, San José de Costa Rica, Santiago de Chile |
| LANCO                                      | Amsterdam, Bogotá, Campinas–Viracopos, Madrid, Medellín–Córdova, Panama City–Tocumen, Quito, Rio de Janeiro–Galeão |
| Martinair                                  | Amsterdam, Bogotá, Buenos Aires–Ezeiza, Campinas–Viracopos, Guatemala City, Lima, Thành phố México, Quito, San José de Costa Rica, Santiago de Chile |
| MasAir                                     | Guadalajara, Los Angeles, Thành phố México |
| Transportes Aéreos Bolivianos              | Santa Cruz de la Sierra–El Trompillo |
| UPS Airlines                               | Austin, Bogotá, Campinas–Viracopos, Guatemala City, Guayaquil, Louisville, Managua, Orlando–International, Panama City–Tocumen, Quito, San Antonio, San José de Costa Rica, San Pedro Sula, San Salvador, Santo Domingo–Las Américas |